# Adam Lindsay Gordon

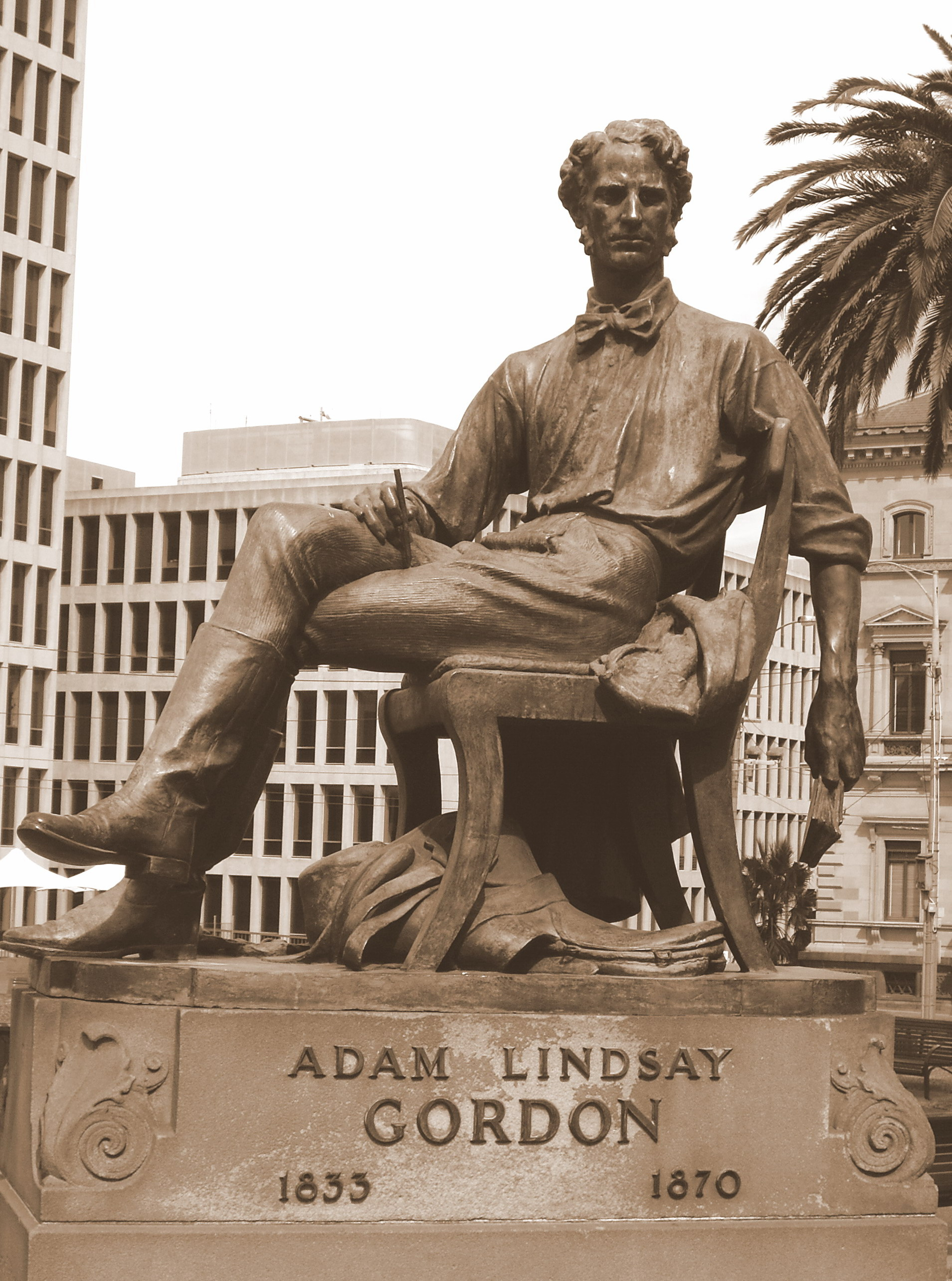
Adam Lindsay Gordon num monumento em Melbourne tendo gravado no pedestal os seguintes versos:
Life is mainly froth and bubble
Two things stand like stone —
Kindness in another’s trouble.
Courage in your own.

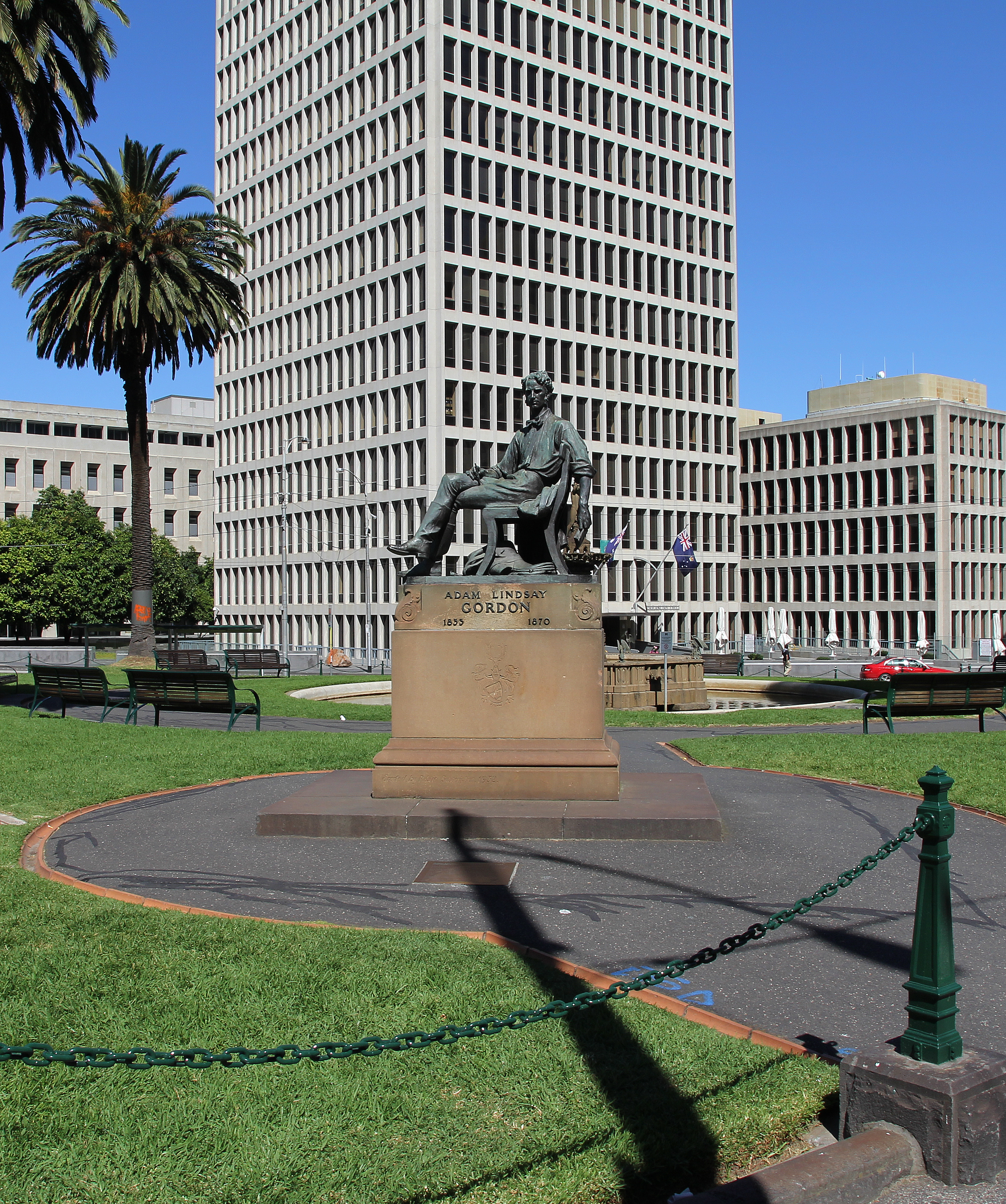
Monumento a Adam Lindsay Gordon Statue (1833-1870) na Spring Street de Melbourne, nas proximidades do Parlamento.

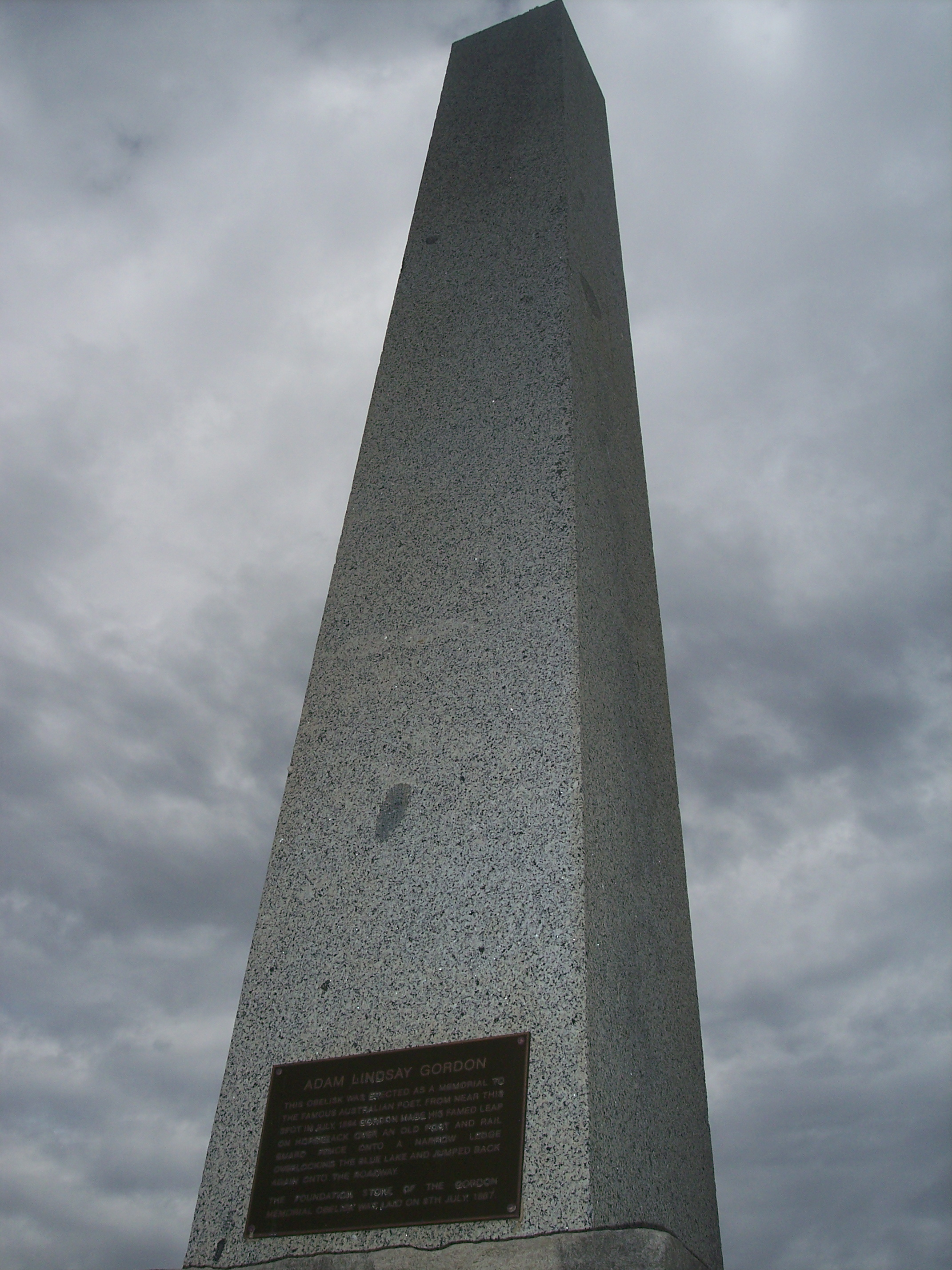
Obelisco erigido em 8 de Julho de 1887, próximo de Blue Lake, Austrália, comemorando um salto a cavalo sobre uma vedação, feito em Julho de 1864 por Gordon.

Adam Lindsay Gordon (Horta, Faial, Açores, 19 de Outubro de 1833 — Brighton, Austrália, 24 de Junho de 1870) foi um poeta, praticante de desportos equestres e político australiano. Célebre em finais do século XIX e considerado o poeta nacional da Austrália, é autor de baladas cheias de vitalidade e de poemas onde perpassa o romantismo victoriano. É o único poeta australiano com um busto no Poet´s Corner da Abadia de Westminster, em Londres.

## Biografia
Nasceu nos arredores da cidade da Horta, Faial, único rapaz dos cinco filhos do capitão escocês Adam Durnford Gordon (1796-1857), reformado do regimento britânico de cavalaria de Bengala e professor de língua hindustânica, e de sua esposa Harriet Elizabeth Gordon. Os pais eram primos direitos e descendentes de Adam o'Gordon, um aristocrata e militar lembrado numa balada escocesa pelas suas proezas guerreiras. A família vivia numa situação financeira confortável, já que Harriet herdara £20,000, o que lhes permitia viajar. À data do nascimento, o casal encontrava-se nos Açores procurando as vantagens do clima das ilhas na cura de uma afecção pulmonar que afligia a esposa.
Dois anos depois a família mudou-se para a ilha da Madeira e em 1840 fixou-se na cidade inglesa de Cheltenham, onde, com sete anos de idade, em 1841, foi matriculado no Cheltenham College, mas um ano depois foi enviado para um internato dirigido pelo Rev. Samuel Ollis Garrard em Gloucestershire.
Destinado a seguir a carreira militar, em 1848 matriculou-se na Royal Military Academy de Woolwich, que frequentaria de 1848 a 1851. Na academia foi contemporâneo e amigo de Charles George Gordon (com o qual não tinha parentesco, mais tarde conhecido por Gordon de Khartoum) e de Thomas Bland Strange (mais tarde conhecido por Gunner Jingo). Na academia Gordon terá sido bom na actividade física e desportiva, mas pouco estudioso e comprovadamente indisciplinado. Tal como aconteceria com Richard Henry Horne, foi convidado a deixar a instituição.
Tendo falhado a tentativa de obter formação militar, regressou a Cheltenham, matriculando-se novamente no Cheltenham College em 1851. Contudo, não permaneceu durante muito tempo na instituição, já que deixou de a frequentar em meados de 1852, embora não se conheça documentação que comprove que foi expulso. Nesse mesmo ano regressou à Royal Worcester Grammar School, mas começava a apresentar sérios problemas de comportamento, contraindo dívidas e levando uma vida que causava grande ansiedade a seus pais.
Esses problemas, e a impossibilidade de obter admissão na carreira militar, levaram o seu pai a forçar a sua ida para a Austrália, ao tempo vista como uma terra de grandes oportunidades. Com o objectivo de procurar um novo princípio para a sua vida, em 1853, com 19 anos de idade, recebeu do pai uma passagem para a Austrália e uma carta de recomendação dirigida a Sir Henry Young, o governador da Austrália do Sul, solicitando a sua admissão na polícia montada daquela colónia.
Entretanto Gordon desenvolvera uma paixão por Jane Bridges, uma rapariga de 17 anos de idade, filha de um rico lavrador de St. John's and Broughton Hackett, como ele amante de cavalos e dos desportos equestres. Tímido, aparentemente apenas lhe confessou os seus sentimentos no dia em que se foi despedir, propondo-lhe abandonar os planos de partir para a Austrália se ela lhe dissesse para não ir. Apesar de lhe agradar o jovem belo e tímido, que ela recordaria com afecto 60 anos mais tarde quando foi entrevistada por um dos biógrafos de Gordon, não aceitou o compromisso. Esta paixão não correspondida está patente nos primeiros poemas conhecidos de Gordon, intitulados "To my Sister" e "Early Adieux", escritos pelos mesmos dias, nos quais, para além de manifestar a sua paixão por Jane, admite que a sua conduta não fora compatível com as tradições familiares. No poema To My Sister, escrito a 4 de Agosto de 1853, três dias antes de deixar a Inglaterra, confessa:
 (…)

 My parents bid me cross the flood,

 My kindred frowned at me;

 They say I have belied my blood,

 And stained my pedigree.

 But I must turn from those who chide,

 And laugh at those who frown;

 I cannot quench my stubborn pride,

 Nor keep my spirits down.

 (…)

 I loved a girl not long ago,

 And, till my suit was told,

 I thought her breast as fair as snow,

 'Twas very near as cold;

 And yet I spoke with feelings more

 Of recklessness than pain,

 Those words I never spoke before,

 Nor never shall again.
Partiu de Gravesend a 7 de Agosto de 1853, a bordo da barca Julia, e chegou a Port Adelaide, na Austrália do Sul, a 14 de Novembro daquele ano, tendo completado 20 anos de idade durante a viagem.
Graças à carta de recomendação que trazia, obteve de imediato um lugar na Polícia Montada da Austrália do Sul (South Australian Mounted Police), onde se alistou a 24 de Novembro, mas em vez de ingressar na carreira de oficial, como era desejo de seu pai, alistou-se no serviço geral. Depois de um período de treino no quartel de Thebarton, foi colocado na esquadra de Penola, na região do Monte Gambier. Apesar de ter servido sem problemas e de aparentar estar satisfeito com a sua carreira na polícia, a 4 de Novembro de 1855 demitiu-se da polícia, comunicando que pretendia lançar-se como negociante e transportador de gados. A sua saída foi autorizada, acompanhada por um louvor do seu comandante.
Contudo, em vez de negociar gados, fixou-se no sueste da Austrália do Sul e dedicou-se ao adestramento e treino de cavalos para corrida, actividade que sempre o interessara. Passou então a preparar cavalos para corridas e a participar activamente nos desportos equestres, montando os seus próprios cavalos, apesar de ter péssima visão (confessava que para além das orelhas do cavalo tudo parecia desfocado) e de ter cerca de 1,90 m de altura. Este interesse em corridas de cavalos, que já demonstrara em Inglaterra, continuaria durante o resto da sua vida, especializando-se nas corridas de obstáculos, em particular na modalidade de steeplechase, da qual seria campeão amador. Mantendo contacto com a família, neste período foi financeiramente ajudado por seu pai.
Em 1857, ano em que seu pai faleceu, encontrou o missionário católico e naturalista Rev. Julian Tenison Woods, que o considerava um bom rapaz e um esplêndido cavaleiro, de quem recebeu o empréstimo de livros e com quem discutia poesia, reacendendo o seu interesse pela literatura e pela produção poética.
Dedicou-se quase por inteiro às corridas de cavalos, ganhando reputação nas corridas de obstáculos, que ganhava com frequência. Em 1859 a sua mãe faleceu, deixando-lhe uma herança de £ 6944-18-1, que receberia a 26 de Outubro de 1861.
Casou a 20 de Outubro de 1862 com Margaret Park, então uma rapariga de 17 anos de idade. Em Março de 1864 o casal adquiriu uma vivenda, chamada Dingley Dell, nos arredores de Port MacDonnell, e nesse mesmo ano, inspirado pelas seis gravuras de Noel Paton ilustrando "The Dowie Dens O' Yarrow", Gordon escreveu o poema The Feud (A luta), editado em Mount Gambier com uma tiragem de 30 cópias.
A 11 de Janeiro de 1865 recebeu um convite para se candidatar a um lugar de deputado no parlamento da colónia, sendo eleito a 16 de Março de 1865, por 3 votos, para a Assembleia Legislativa da Austrália do Sul. No parlamento, os seus discursos de raiz clássica foram interessantes, mas ineficazes, e Gordon acabou por se demitir a 20 de Novembro de 1866. A passagem de Gordon pela política activa estimulou a sua actividade literária, dedicando-se com igual energia à poesia, às corridas de cavalos e à especulação na compra e venda de ovelhas e cavalos. Colaborou com poemas para os periódicos Australasian e Bell's Life, que se publicavam em Victoria.
A demissão do cargo parlamentar parece estar ligada à intenção de se fixar na Austrália Ocidental, onde adquiriu terras e para onde partiu com um navio fretado transportando cerca de 4 800 ovelhas. A iniciativa falhou, morrendo cerca de dois terços das ovelhas, e no princípio do ano de 1867 desistiu e foi viver para a região de Mount Gambier. A 3 de Maio de 1867 nasceu a sua única filha, baptizada Annie Lindsay Gordon, e a 10 de Junho de 1867 publicou Ashtaroth, a Dramatic Lyric e a 19 desse mesmo mês saiu Sea Spray and Smoke Drift.
Numa situação financeira cada vez pior, tendo perdido quase por completo a herança recebida de seus pais, Gordon decidiu mudar-se para o território de Victoria, estabelecendo-se em Ballarat, onde em Novembro de 1867, de parceria com Harry Mount, alugou um estabelecimento de aluguer de montadas, chamado Craig's Livery Stables. Mas, mais uma vez, a sua falta de jeito para os negócios e azar (um incêndio destruiu parte do estabelecimento) levaram ao insucesso. Dedicou-se então às corridas de cavalos, mas em Março de 1868 sofreu um sério acidente, quando uma queda de cavalo contra um poste lhe causou um sério traumatismo da cabeça.
Apesar de ter parcialmente recuperado, embora nas palavras dos seus amigos nunca mais sendo o mesmo, foi obrigado a um longo período de repouso, o que complicou a já difícil situação financeira da família. Para além desses problemas, faleceu a sua filha, então com 11 meses de idade. Desta combinação de problemas pessoais e familiares resultou uma situação depressiva que veio acentuar as mudanças de humor que desde jovem o caracterizavam.
Apesar das consequências da queda e da sua crescente falta de vista, sem outra alternativa de sustento, dedicou-se às corridas de cavalos, aumentando a sua reputação de excelente cavaleiro. Num único dia, a 10 de Outubro de 1868, ganhou três corridas de steeplechase no Melbourne Hunt Club.
Passou a participar em corridas pagas, nas quais era excelente em paciência e técnica, mas a falta de vista e o permanente azar levaram a novas quedas, as quais agravaram os problemas de saúde que já tinha. Vendeu o que restava do seu negócio e em Outubro de 1868 mudou-se para o n.º 10 da Lewis Street na cidade de Brighton, arredores de Melbourne. Durante algum tempo a sua situação financeira pareceu melhorar, recebeu um pequeno legado e aparentava estar mais animado. Fez-se membro do prestigioso Yorick Club, onde conheceu Marcus Clarke, George Gordon McCrae e mais tarde Henry Kendall.
Quando a sua situação parecia melhorar, a 12 de Março de 1870 sofreu nova queda durante uma corrida de steeplechase na Flemington Racecourse, uma pista de hipismo dos arredores de Melbourne. Voltou a sofrer sérios ferimentos na cabeça, agravando os problemas resultantes de anteriores acidentes.
Entretanto, tinha iniciado um processo judicial visando provar o seu direito à herança do morgadio de Esslemont, na Escócia, mas em Junho foi informado que uma falha nos documentos de habilitação, que determinava a extinção do morgadio, obrigavam ao abandono da causa. Esta era a sua esperança de conseguir ultrapassar a difícil situação financeira em que se encontrava, impossibilitado de correr devido ao acidente que sofrera e do qual não parecia recuperar.
A 23 de Junho de 1870 saiu da tipografia o seu livro Bush Ballads and Galloping Rhymes. Aquela que seria a sua última obra, hoje considerada entre o melhor da literatura australiana, não teve imediato sucesso, apesar de Henry Kendall ter escrito uma crítica muito favorável para o jornal Australasian.
Nesta situação desfavorável, Gordon foi informado pelo impressor da quantia que deveria pagar pela publicação da obra, concluindo que não tinha dinheiro para a pagar nem expectativas de o vir a ter. Regressou a sua casa em Brighton, adquirindo no regresso munições para a sua carabina.
Na manhã seguinte, 24 de Junho de 1870, saiu de casa, dirigiu-se para uma zona coberta de arbustos e suicidou-se com um tiro de carabina na cabeça.
Foi sepultado no Brighton General Cemetery, onde em Outubro de 1870 os seus amigos erigiram um monumento sobre a sua sepultura. A partir daí a sua reputação poética cresceu rapidamente, recebendo a sua sepultura a visita de milhares de pessoas em cada ano.
Em 1932 foi-lhe erigida uma estátua, da autoria do escultor britânico Paul Montford, frente ao edifício do Parlamento, em Melbourne, a que se seguiram múltiplas homenagens por toda a Austrália, sendo oficialmente nomeado o poeta nacional do país.
Um seu busto, da autoria de Kathleen Scott, viúva do capitão Robert Falcon Scott e mais tarde baronesa de Kennet, foi descerrado a 11 de Maio de 1934 no Poets' Corner (Canto dos Poetas) da Abadia de Westminster, em Londres. A cerimónia foi presidida pelo então Duque de York. Gordon é o único poeta australiano que até à actualidade mereceu tal honra.
O culto da obra de Gordon foi exagerado por razões de afirmação nacional do povo australiano, o que levou alguns intelectuais a ironizar sobre o seu real valor poético. É nesse contexto que ficou célebre a passagem de George Bernard Shaw, na sua peça Shakes versus Shav, na qual Shakespeare desdenha alguns versos de um poema de Gordon.
Um dos poemas de Gordon, The Swimmer, forma o libreto para o quinto movimento do ciclo musical Sea Pictures de Edward Elgar. Elgar também musicou A Song of Autumn, outro dos poemas de Gordon.
A vivenda Dingley Dell, que foi propriedade e residência de Gordon entre 1862 e 1866, foi preservada como casa-museu e parque. Nela estão expostos os trabalhos de Gordon, o seu espólio pessoal e uma exposição de equipamento hípico.
Em 1970 os Correios da Austrália emitiram um selo da série Famous Australians (Australianos Famosos) com um retrato de Adam Gordon.

## Obras seleccionadas
- A Song of Autumn (1868)
- The Sick Stockrider (1870)
- The Swimmer (poema) (ca. 1881)
- The Feud (1864)
- Ashtaroth (1867)
- Sea Spray and Smoke Drift (1867)
- Bush Ballads and Galloping Rhymes (1870)